# 28 недеља касније
28 недеља касније (енгл. 28 Weeks Later) је британски постапокалиптични хорор филм из 2007. године, режисера Хуана Карлоса Фреснадиља, са Робертом Карлајлом, Роуз Берн, Џеремијем Ренером, Харолдом Периноом, Кетрин Макормак, Имоџен Путс и Идрисом Елбом у главним улогама. Представља наставак филма 28 дана касније (2002), иако се ниједан од ликова који су преживели први део не појављује у овом. Радња је смештена 28 недеља након првог дела, када двоје деце својом непромишљеношћу изазивају нову епидемију вируса беснила у „безбедној зони” Лондона, што доводи до катастрофалних последица.
Филм је премијерно приказан 26. априла 2007. у Лондону, док је у британским и америчким биоскопима објављен 11. маја исте године. Добио је лошије критике у односу на свог претходника, поготово од публике, а зарадио је и далеко мање новца упркос троструко већем буџету. Добио је награду Емпајер за најбољи британски хорор филм у 2007. години. Наставак, 28 година касније, премијерно је приказан 2025. године.

## Радња
Убрзо након избијања вируса беснила, Алис, њен супруг Дон и још четворо преживелих скривају се у викендици у близини Лондона. Једном приликом чују уплашеног дечака како очајнички куца на врата и пуштају га унутра. Неколико минута касније, заражени који су пратили дечака упадају у кућу. Дон моли Алис да напусти дечака, али она одбија, па он бежи сам чамцем, остављајући остале да умру.
Након што заражени помру од глади, НАТО снаге преузимају контролу над Великом Британијом и почињу обнову. Двадесет осам недеља након избијања епидемије, оружане снаге САД под командом бригадног генерала Стоуна доводе досељенике и избеглице. Међу њима су и Донова и Алисина деца, Тами и Енди, које су током избијања били ван земље. Примају их у Дистрикт 1, строго чувану безбедносну зону на Острву паса, где се поново срећу са оцем, који их лаже о околностима мајчине наводне смрти. Наредник Дојл, снајпериста Делта јединице, један је од војника који чувају Дистрикт 1.
Тами и Енди се неприметно искраду из безбедносне зоне и враћају се у свој бивши дом, надајући се да ће пронаћи фотографију мајке и неке личне ствари. Унутра затичу Алис живу, у делиријуму, баш када их војници, које је алармирао Дојл, проналазе и враћају у Дистрикт 1. Алис бива стављена у карантин и тестира је Скарлет, докторка америчке војске, која утврђује да је она асимптоматски носилац вируса. Дон је тајно посећује, моли за опроштај и љуби је – чиме се одмах зарази преко њене пљувачке и потом је брутално убија пре него што започне крваво дивљање.
Скарлет спасава Тами и Енди из изолационе собе, верујући да су можда наследиле генетски имунитет на вирус који би могао довести до лека. Донова инфекција покреће лавину зараза које убијају многе избеглице и војнике. Када постаје немогуће задржати хаос, Стоун наређује да се неселективно пуца на све. Дојл одбија да изврши наређење и напушта своју позицију како би помогао групи преживелих. У насталој паници, један снајпериста Делта јединице убија двоје из групе, али га Дојл убија у одбрани, остављајући у животу себе, Скарлет, Тами, Енди и још једног преживелог по имену Сем. Група стиже до ивице Дистрикта 1 у тренутку када америчко ваздухопловство бомбардује целу зону. Дон преживљава и прати их у напуштени Лондон. Хорда заражених која је преживела бомбардовање напада Стоуново склониште.
Дојлов колега Флин својим хеликоптером долази у Риџентс парк како би га евакуисао, али му каже да напусти остале. Када заражени примете бегунце, очајни Сем се хвата за хеликоптер, али бива заражен док Флин користи роторе да би покосио хорду. Флин упућује Дојла да се сам нађе с њим на стадиону Вембли, али овај одлучује да остане са преостало троје. Упадају у напуштени Volvo V70 како би избегли нервни гас који је пуштен да убије заражене, али не успевају да покрену аутомобил. Док се војници са бацачима пламена приближавају, Дојл излази из кола да би их гурнуо и бива запаљен жив.
Скарлет и деца беже од ваздушних напада у лондонски метро, користећи снајперску пушку с ноћном оптиком за сналажење у тами. Дон их напада, убија Скарлет и уједа Енди; Тами је приморана да убије оца. Енди постаје асимптоматски носилац попут Алис. Заклевши се да ће остати заједно, Тами и Енди стижу до Флина на Вемблију, који их невољно одводи у Француску.
Двадесет осам дана касније, француски глас који позива у помоћ чује се преко радија из напуштеног Флиновог хеликоптера. Група заражених излази из париског метроа у близини Ајфелове куле, откривајући да се вирус проширио и на континенталну Европу.

## Улоге
| Глумац           | Улога              |
| ---------------- | ------------------ |
| Роберт Карлајл   | Доналд „Дон” Харис |
| Роуз Берн        | Скарлет Леви       |
| Џереми Ренер     | наредник Дојл      |
| Харолд Перино    | пилот Флин         |
| Кетрин Макормак  | Алис Харис         |
| Имоџен Путс      | Тами Харис         |
| Макинтош Маглтон | Енди Харис         |
| Идрис Елба       | генерал Стоун      |
| Аманда Вокер     | Сали               |
| Гарфилд Морган   | Џеф                |
| Емили Бичам      | Карен              |
| Филип Булкок     | главни лекар       |